# 魯皮特冰川
63°00′05″S 62°31′00″W / 63.00139°S 62.51667°W

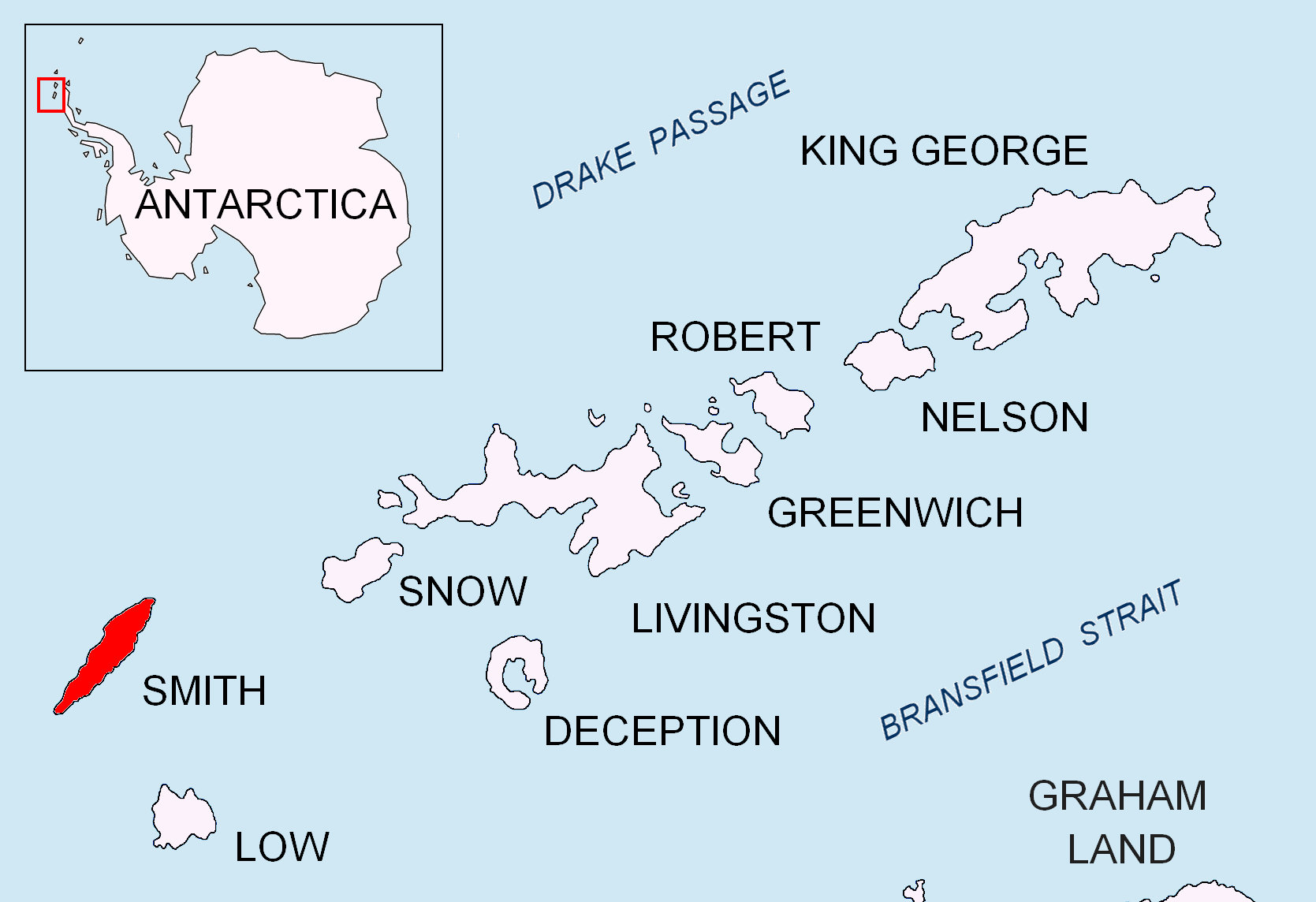

魯皮特冰川是南極洲的冰川，位於南設得蘭群島的史密斯島，全長2.9公里，最終注入奧斯馬爾海峽，該冰川以保加利亞西南部的鄉鎮命名。

## 外部連結
- SCAR Composite Antarctic Gazetteer（页面存档备份，存于）